# Taulant Seferi
Tauljant Seferi Sulejmanov, abrégé Taulant Seferi, né le 15 novembre 1996 à Kumanovo, est un footballeur albanais. Il évolue au poste d'attaquant au Bodrum FK.

## Carrière

### En club
Tauljant Sulejmanov rejoint en janvier 2015 le club des Young Boys pour quatre ans et demi.

### En sélection

#### Avec la Macédoine du Nord
Il honore sa première sélection le 26 mai 2014 lors d'un match amical contre le Cameroun et devient alors le plus jeune joueur macédonien à devenir international en battant le précédent record de Goran Pandev.

#### Avec l'Albanie
En mars 2017 il est sélectionné par l'Albanie Espoirs pour disputer des matchs amicaux. Il accepte la sélection de l'Albanie.
Il est retenu dans la liste des 26 joueurs albanais du sélectionneur Sylvinho pour participer à l'Euro 2024.

## Statistiques
| Saison                | Club                       | Championnat           | Championnat | Championnat | Coupe(s) nationale(s) | Coupe(s) nationale(s) | Compétition(s) continentale(s) | Compétition(s) continentale(s) | Compétition(s) continentale(s) | Sélection                 | Sélection | Sélection | Total | Total |
| Saison                | Club                       | Division              | M.          | B.          | M.                    | B.                    | Comp.                          | M.                             | B.                             | Équipe                    | M.        | B.        | M.    | B.    |
| 2013-2014             | Rabotnički Skopje          | Prva Makedonska       | 16          | 3           | 4                     | 1                     | -                              | 0                              | 0                              | Macédoine du Nord         | 2         | 0         | 22    | 4     |
| 2014-2015             | Rabotnički Skopje          | Prva Makedonska       | 12          | 0           | 1                     | 0                     | C1                             | 2                              | 0                              | -                         | -         | -         | 15    | 0     |
| Sous-total            | Sous-total                 | Sous-total            | 28          | 3           | 5                     | 1                     | -                              | 2                              | 0                              | Macédoine du Nord         | 2         | 0         | 37    | 4     |
| 2014-2015             | Young Boys U21             | 1re ligue             | 1           | 0           | -                     | -                     | -                              | -                              | -                              | -                         | -         | -         | 1     | 0     |
| 2014-2015             | Young Boys                 | Super League          | 1           | 0           | -                     | -                     | C3                             | 1                              | 0                              | -                         | -         | -         | 2     | 0     |
| 2015-2016             | Young Boys U21             | 1re ligue             | 1           | 0           | -                     | -                     | -                              | -                              | -                              | -                         | -         | -         | 1     | 0     |
| 2016-2017             | Young Boys U21             | 1re ligue             | 12          | 6           | -                     | -                     | -                              | -                              | -                              | -                         | -         | -         | 12    | 6     |
| 2016-2017             | Young Boys                 | Super League          | 7           | 0           | -                     | -                     | -                              | -                              | -                              | -                         | -         | -         | 7     | 0     |
| 2017-2018             | FC Wohlen (prêt)           | Challenge League      | 15          | 2           | -                     | -                     | -                              | -                              | -                              | -                         | -         | -         | 15    | 2     |
| 2018-2019             | FC Winterthour (prêt)      | Challenge League      | 32          | 10          | 3                     | 1                     | -                              | -                              | -                              | -                         | -         | -         | 35    | 11    |
| 2019-2020             | Neuchâtel Xamax FCS (prêt) | Super League          | 29          | 1           | 2                     | 0                     | -                              | -                              | -                              | Albanie                   | 1         | 0         | 32    | 1     |
| Sous-total            | Sous-total                 | Sous-total            | 98          | 19          | 5                     | 1                     | -                              | 1                              | 0                              | Albanie                   | 1         | 0         | 105   | 20    |
| Total sur la carrière | Total sur la carrière      | Total sur la carrière | 126         | 22          | 10                    | 2                     | -                              | 3                              | 0                              | Macédoine du Nord Albanie | 2 1       | 0         | 142   | 24    |

## Palmarès
Il remporte le championnat de Macédoine en 2013-2014 et la coupe de Macédoine la même année avec le Rabotnički Skopje.
Il termine deux fois deuxième du championnat de Suisse avec le BSC Young Boys en 2015 et 2017.